# Ziegelhöfchen (Königsberg)
Ziegelhöfchen war ein Ort im Stadtkreis Königsberg in Ostpreußen. Seine Ortsstelle liegt heute im Gebiet der Stadt Kaliningrad in der russischen Oblast Kaliningrad.

## Lage
Die Ortsstelle Ziegelhöfchens liegt im Nordosten von Kaliningrad im Leningrader Rajon südöstlich der Juri-Gagarin-Straße (russisch Uliza Jurija Gagarina) und südlich der früheren Ortschaft Kalthof (russisch Rischskoje). Bis zum Stadtzentrum sind es drei Kilometer in südwestlicher Richtung.

## Geschichte
Das Gründungsdatum des kleinen Gutsortes Ziegelhöfchen ist nicht bekannt. Im 19. Jahrhundert handelte es sich um einen Gutsbezirk im ostpreußischen Kreis Königsberg im gleichnamigen Regierungsbezirk Königsberg. Im Jahre 1895 zählte der kleine Ort 26 Einwohner.
Bis 1905 blieb Ziegelhöfchen ein eigenständiger Ort. Am 1. April 1905 erfolgte seine Eingemeindung in den Stadtkreis Königsberg zusammen mit anderen Landgemeinden und weiteren Gutsbezirken: Amalienau (302), Kalthof (1.897), Karolinenhof (14), Mittelhufen (1.981), Mühlenhof (203), Neue Bleiche (44), Ponarth (4.425), Rosenau (90), Tragheimshof (198) und Vorderhufen (900).
Als 1945 in Kriegsfolge Königsberg mit dem gesamten nördlichen Ostpreußen an die Sowjetunion fiel, kam es zu einer Neustrukturierung der dann „Kaliningrad“ genannten Stadt. Einzelne Orte überlebten nicht, andere erhielten russische Namensformen. Eine spezielle russische Bezeichnung für Ziegelhöfchen ist nicht bekannt. So dürfte der Ort im Stadtgebiet aufgegangen sein. Seine Ortsstelle liegt heute im Leningrader Rajon im Nordosten von Kaliningrad.

## Religion
Seitens der Evangelischen Kirche gehörte Ziegelhöfchen bis 1945 zum Kirchspiel der Kaiser-Friedrich-Gedächtnis-Kirche Kalthof („Kalthöfische Kirche“) in der Kirchenprovinz Ostpreußen der Kirche der Altpreußischen Union.

## Verkehr
Ziegelhöfchen lag an der Königsberger Ausfallstraße nach Labiau (russisch Polessk) über Neudamm (Wassilkowo) und Neuhausen (Neuhausen). Die nächste Bahnstation war Kalthof an der Bahnstrecke Königsberg–Possindern (russisch Kaliningrad–Roschtschino) der Königsberger Kleinbahn, die 1945 größtenteils zerstört und nicht mehr aufgebaut wurde.